# Sundaya tuberculata
Sundaya tuberculata är en snäckart som beskrevs av Powell 1927. Sundaya tuberculata ingår i släktet Sundaya och familjen Cerithiopsidae. Inga underarter finns listade i Catalogue of Life.